# Gustavsberg
Gustavsberg ist der größere Teil des Tätorts Gustavsberg och Hemmesta in der schwedischen Provinz Stockholms län und der historischen Provinz Uppland. Es liegt gut 20 Kilometer östlich des Zentrums von Stockholm auf der Insel Värmdö und ist Hauptort der Gemeinde Värmdö.

## Geschichte
Ein Grabfeld westlich vom Porzellanfabriksgelände zeigt, dass die Gegend in der Wikingerzeit bewohnt war. Die Bevölkerung nahm im Mittelalter zu. Um das Dorf, das damals Farsta hieß, waren die Voraussetzungen für Landwirtschaft gut: Im 1619 zählten die Höfe in Farsta zusammen 30 Hektar Ackerland.
Um 1640 übernahm der Reichsdrost Gabriel Gustafsson Oxenstierna Farsta. Im gleichen Jahr erbte es sein Sohn, Reichsrat Gustaf Gabrielsson Oxenstierna. Dieser legte eine Ziegelei an, um Baumaterial für sein neues Haus in Farsta zu erstellen. Als Gustaf im 1648 starb, baute seine Witwe, Maria Sofia De la Gardie, weiter. Sie betrieb auch die Ziegelei weiter, die sie im 1662, zu ehren ihres verstorbenen Ehemanns, Gustafsberg nannte.
Im 1719 wurde Farsta von den Russen verwüstet aber bald wieder aufgebaut.
Einen entscheidenden Entwicklungsschub gab es, als 1825 die Ziegelei abgerissen wurde und im folgenden Jahr eine Porzellanfabrik eröffnet wurde. Die schnell wachsende Gewerbesiedlung wurde von Fabrikleitern dominiert, die damals als fortschrittlich galten, und hatte bald Vorbildfunktion für ähnliche Orte.
Einer der Fabrikleiter war der konservative Reichstagsabgeordnete Wilhelm Odelberg, der von 1869 bis in die 1920er Jahre aktiv war. Er leitete Gustavsberg auf patriarchalische Weise und erreichte 1902 die administrative Loslösung des Ortes von der Gemeinde Värmdö. Die Bedingungen für die Angestellten waren so gut, dass es hier bis 1919 dauerte, bis eine Gewerkschaftsorganisation eingerichtet wurde. Im selben Jahr wurde die Konsumgenossenschaft von Gustavsberg gegründet. Diese gab der Siedlung ein kooperatives Gepräge und kaufte 1938 die Porzellanfabrik. Nirgendwo in Schweden hatten Genossenschaften so einen starken Einfluss wie in Gustavsberg. Danach dauerte es bis 1974, bis Gustavsberg wieder ein Teil der Gemeinde Värmdö wurde.
Seit 2015 bildet Gustavsberg mit Hemmesta, dessen Zentrum etwa fünf Kilometer östlich der Ortsmitte von Gustavsberg an der Ostseite der Bucht Torsbyfjärden liegt, einen gemeinsamen Tätort. Zu diesem zählen außerdem die zuvor ebenfalls eigenständigen kleineren Tätorte Mörtnäs (zwischen Gustavsberg und Hemmesta) und Torsby, nördlich von Hemmesta. Durch diesen Zusammenschluss aufgrund der mittlerweile faktisch durchgehenden Wohnbebauung in dem Gebiet wuchs die Einwohnerzahl des Tätorts gegenüber 2010 auf fast das Doppelte und überschritt die Marke von 20.000.

## Verkehr
Der Ort ist durch mehrere Buslinien mit der Station Slussen im Stockholmer Zentrum verbunden. Die Fahrt dauert 20 bis 25 Minuten.

## Sehenswürdigkeiten
Neben der Porzellanfabrik mit zugehörigem Museum ist Gustavsberg für sein rundes Haus, das in den 1950er Jahren als Kommunalverwaltung gebaut wurde, bekannt. Außerdem erinnert das Aussehen des Gebäudes, in dem heute eine Bibliothek untergebracht ist, entfernt an eine „Zitronenpresse“. Der Treudd von Gustavsberg liegt nahe dem Hafen.

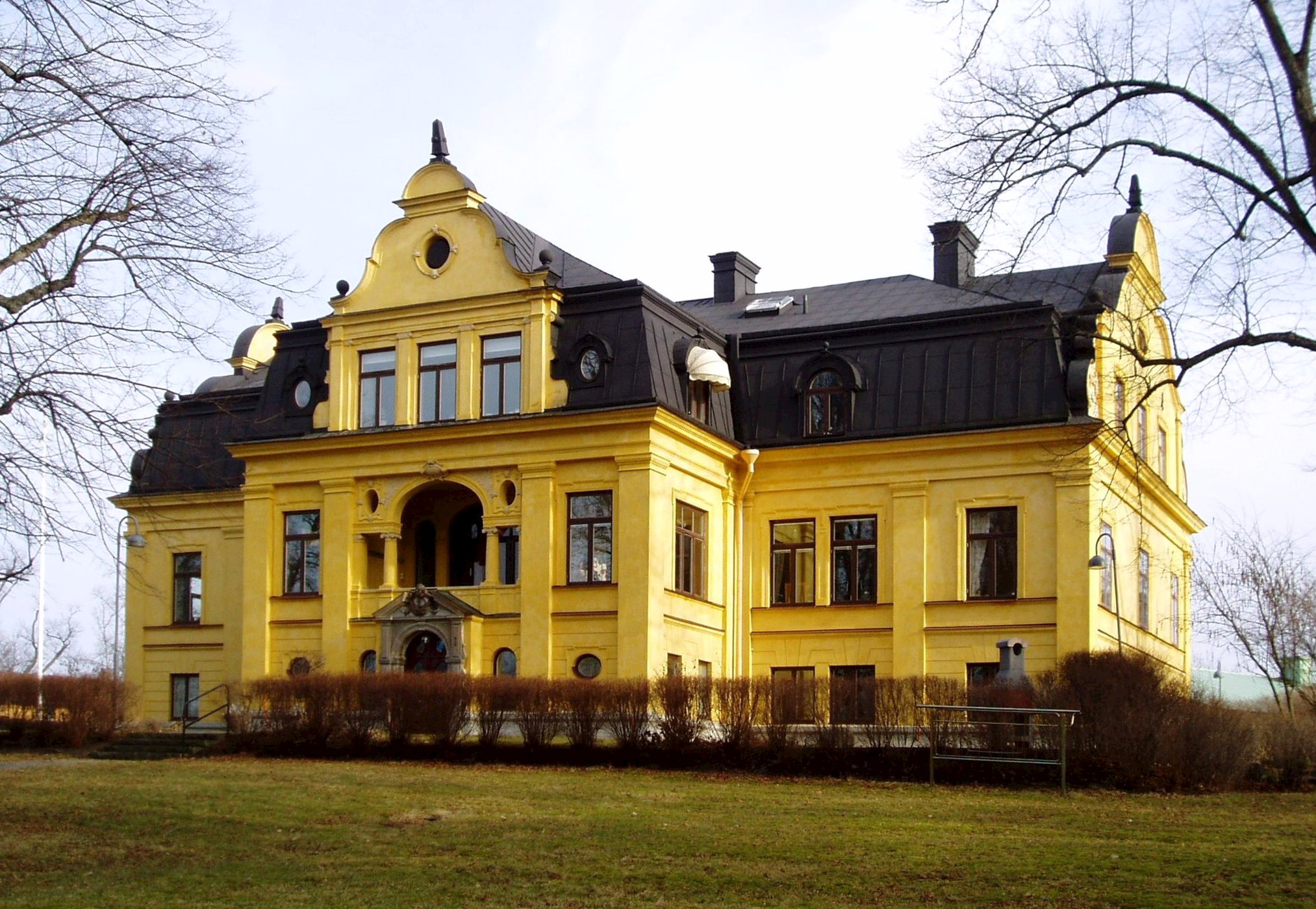
Schloss Farsta
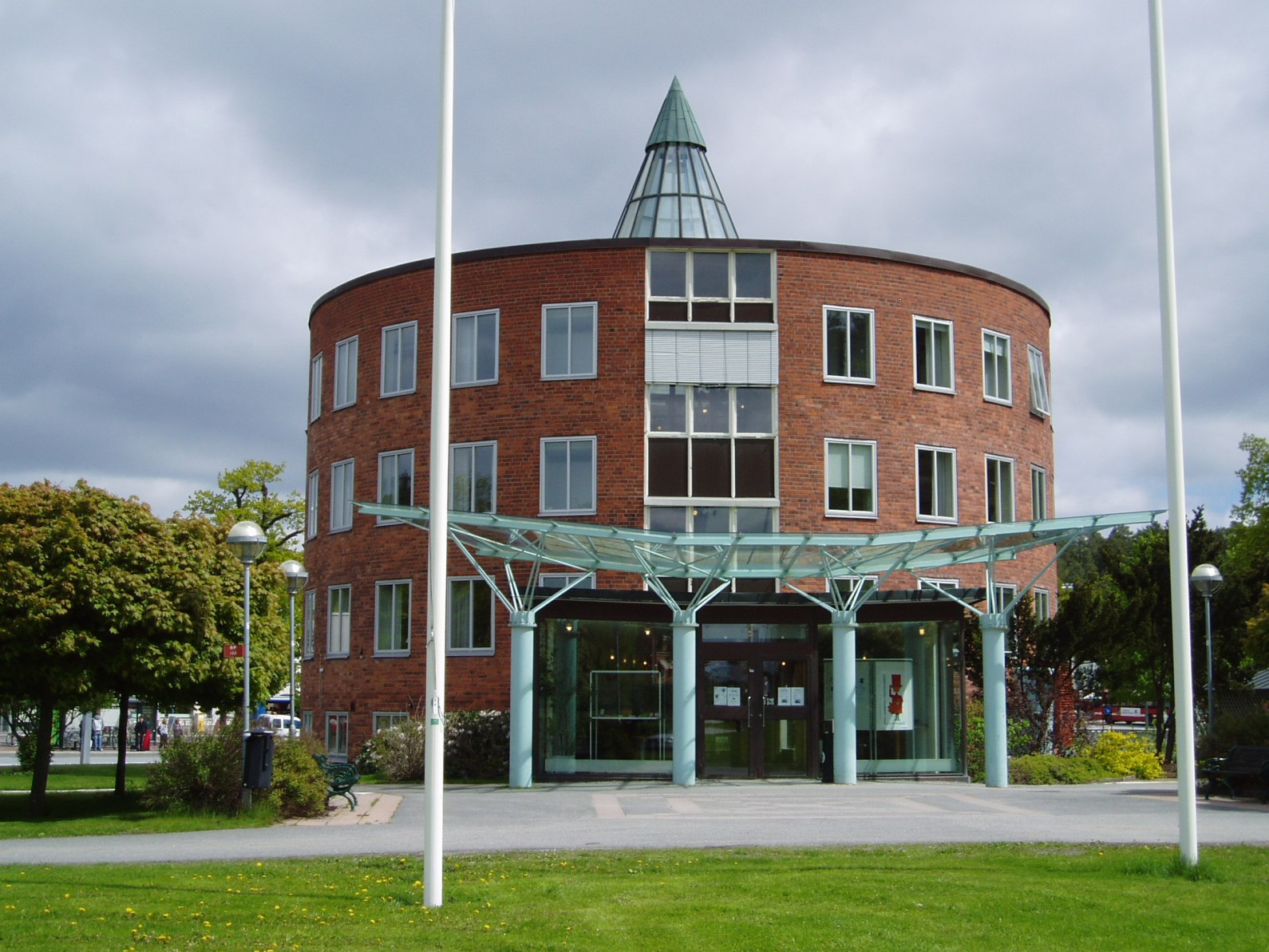
Die „Zitronenpresse“
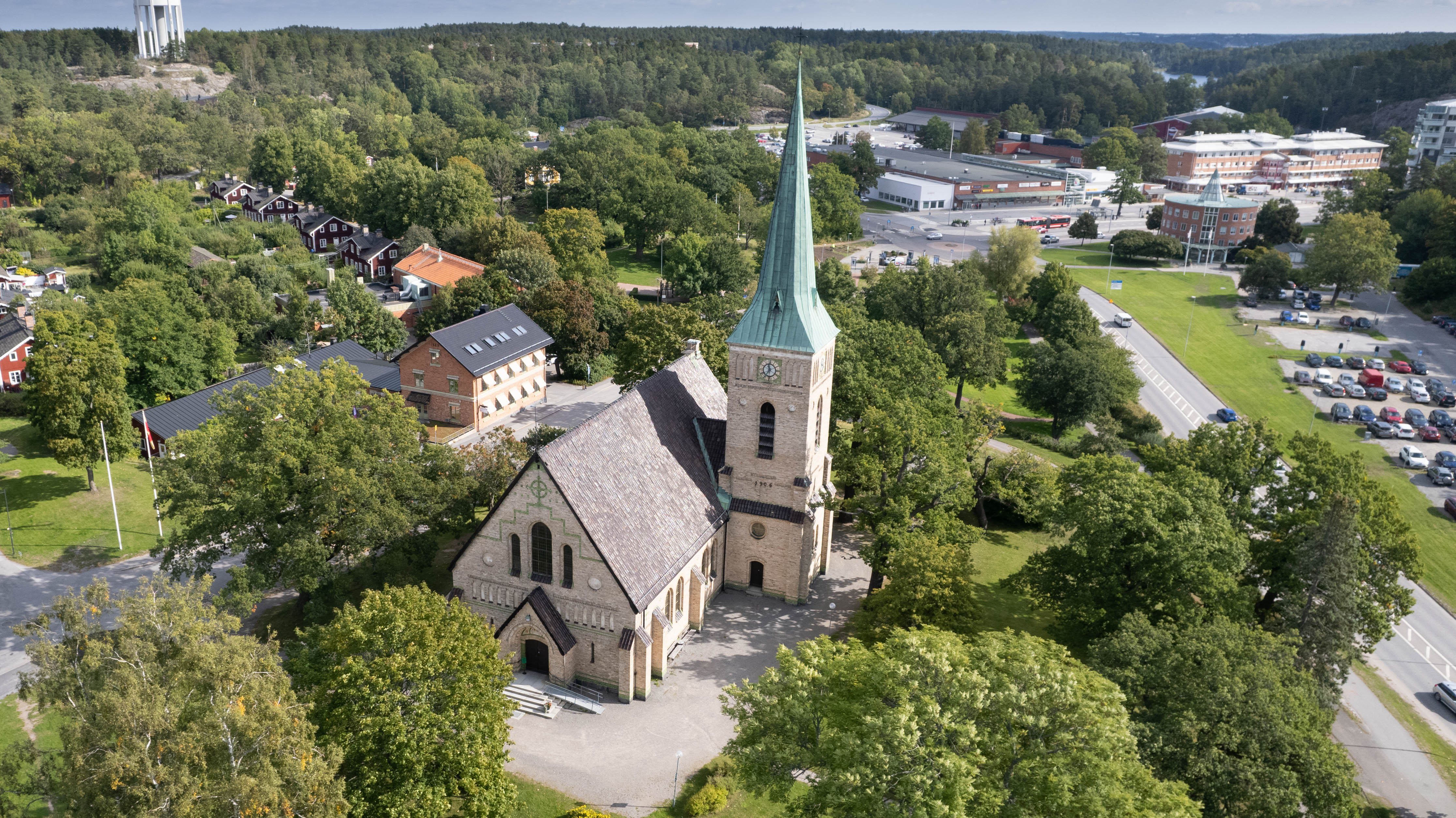
Die Kirche von Gustavsberg
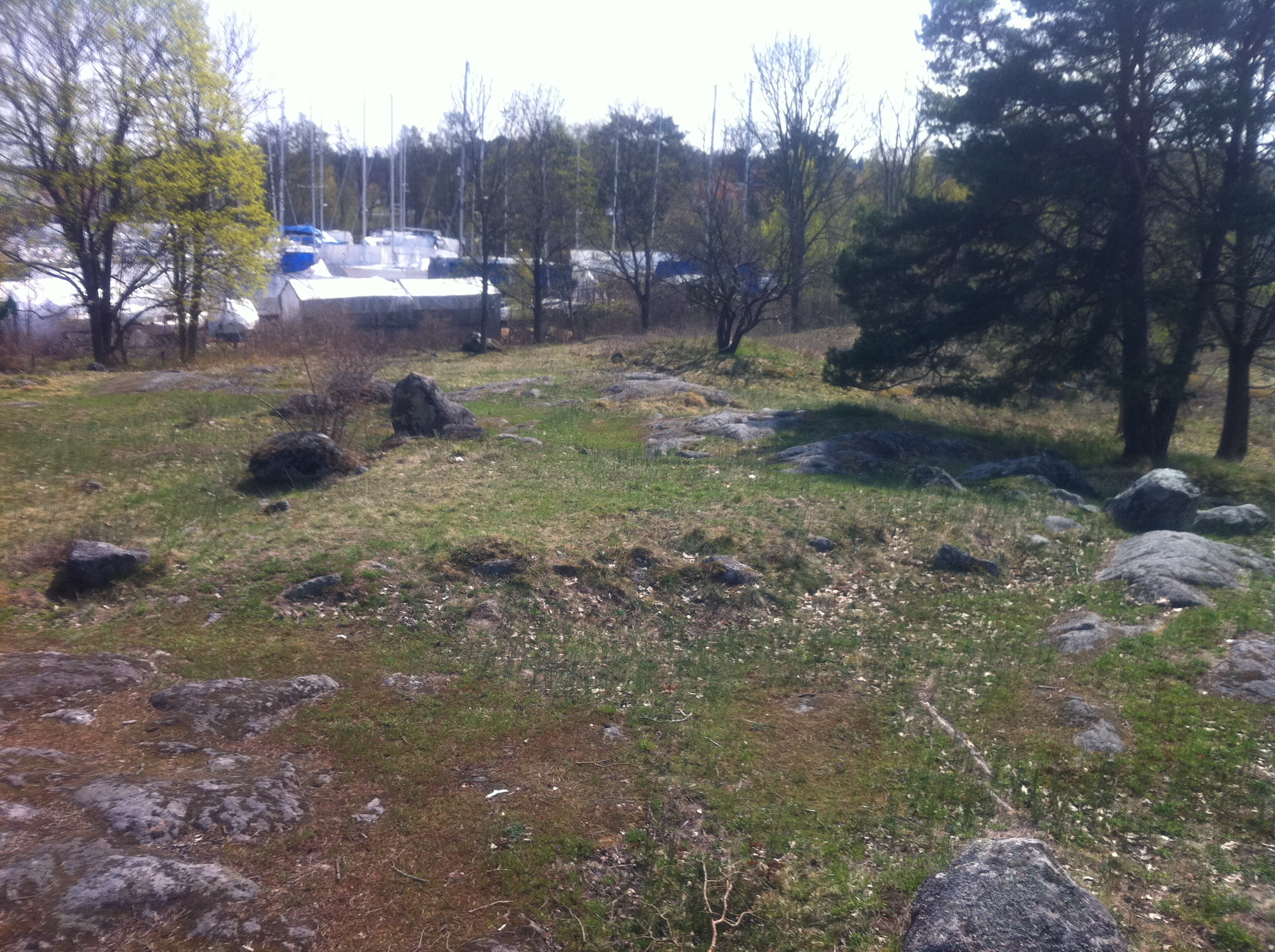
Der Treudd von Gustavsberg

## Persönlichkeiten
- Pernilla Wahlgren (* 1967), Sängerin, Schauspielerin und Moderatorin
- Christopher Anrin (* 1980), Basketballspieler